# Johann Michael von Loën
Johann Michael von Loën (né le 11 décembre 1694 à Francfort-sur-le-Main, mort le 24 juillet 1776 à Lingen) est un écrivain allemand.

## Biographie
Loën est le fils de Michael Van Loen, appartenant à une famille connue de grands marchands hollandais, et de son épouse Marie Passavant. Il va d'abord à l'école publique de Francfort puis au pensionnat de Birstein en 1707. En 1711, il commence à étudier le droit, les beaux-arts et la littérature à Marbourg. En 1712, il s'installe à l'université de Halle, où il étudie notamment auprès de Christian Thomasius. Après un court séjour à Francfort, il se rend à Wetzlar en 1715 pour, dit-il, se familiariser avec la Chambre impériale.
En 1716, Loën entreprend de longs voyages à travers l'Allemagne et les Pays-Bas. Sécurisé financièrement par un héritage considérable en 1718, il prolonge ses voyages en Suisse, en France et dans le nord de l'Italie. Son parcours le conduit à Augsbourg, Ratisbonne, Nuremberg, Iéna, Berlin (1717-1718), Dresde (1718), Vienne, Strasbourg, Paris, Prague et Breslau, entre autres. En 1724, il retourne dans sa ville natale de Francfort. Grâce à l'héritage de son grand-père maternel, il vit de manière indépendante en tant qu'écrivain et chercheur indépendant. Partisan du siècle des Lumières, il publie de nombreux écrits critiques de la religion, de la politique étatique et de la noblesse, notamment le roman L'Homme juste à la Cour. Il collectionne des livres et des œuvres d'art et devient le centre d'un cercle d'amis sociables et éduqués. En 1734, il commence à tenir un inventaire de sa prestigieuse bibliothèque (Bibliotheca Loeniana selecta realis systematica), qu'il ne terminera pas.
En 1729, Loën épouse à Francfort Katharina Sibylla Lindheimer, la sœur de la grand-mère de Goethe (il est ainsi le grand-oncle de Goethe, né en 1749). Après la mort de son frère en 1729, Loën est le seul propriétaire de la maison de campagne Merian sur les rives du Main en dessous de la ville de Francfort. En 1733, il achète le domaine de Mörfelden.
En 1752, Frédéric II de Prusse nomme Loën chef du gouvernement du comté de Lingen et du comté de Tecklembourg. Bien qu'il ait précédemment refusé les offres précédentes du gouvernement prussien, Loën accepte le poste, probablement en raison d'un manque de succès en tant qu'écrivain.
En 1757, pendant la guerre de Sept Ans, Loën est fait prisonnier en France et déporté à Wesel, où il est retenu en otage pendant quatre ans. Il est libéré en 1761, mais doit demander à l'un de ses fils de le remplacer jusqu'à ce que la paix soit signée. En 1765, il donne sa démission au roi. Au cours des dernières années de sa vie, il est presque complètement aveugle ; l'ophtalmologiste Johann Heinrich Jung-Stilling l'opère sans succès.